# Meksyk na Letnich Igrzyskach Olimpijskich 1992
Meksyk na Letnich Igrzyskach Olimpijskich 1992 reprezentowało 102 zawodników: 76 mężczyzn i 26 kobiet. Był to 17 start reprezentacji Meksyku na letnich igrzyskach olimpijskich.

## Zdobyte medale
| Medal  | Zawodnik          | Dyscyplina    | Konkurencja            | Rezultat  |
| ------ | ----------------- | ------------- | ---------------------- | --------- |
| Srebro | Carlos Mercenario | Lekkoatletyka | chód na 50 km mężczyzn | 3:52,09 h |

## Skład kadry

### Boks
Mężczyźni
- Narciso González waga musza do 52 kg - 17. miejsce,
- Javier Calderón waga kogucia do 54 kg - 9. miejsce,
- Edgar Ruiz waga lekkopółśrednia do 63,5 kg - 17. miejsce,
- Manuel Verde waga półciężka do 81 kg - 17. miejsce,

### Gimnastyka
Kobiety
- Denisse López

wielobój indywidualnie - 80. miejsce,
ćwiczenia wolne - 72. miejsce,
skok przez konia - 50. miejsce,
ćwiczenia na poręczach - 66. miejsce,
ćwiczenia na równoważni - 87. miejsce,
Mężczyźni
- Luis López

wielobój indywidualnie - 57. miejsce,
ćwiczenia wolne - 83. miejsce,
skok przez konia - 42. miejsce,
ćwiczenia na poręczach - 73. miejsce,
ćwiczenia na drążku - 43. miejsce,
ćwiczenia na kółkach - 40. miejsce,
ćwiczenia na koniu z łękami - 38. miejsce,

### Jeździectwo
- Jaime Guerra - skoki przez przeszkody indywidualnie - został zdyskwalifikowany w rundzie finałowej,
- Jaime Azcárraga - skoki przez przeszkody indywidualnie - 52. miejsce,
- Alberto Váldes Jr. - skoki przez przeszkody indywidualnie - 55. miejsce,
- José Maurer - skoki przez przeszkody indywidualnie - 83. miejsce,
- Jaime Guerra, Jaime Azcárraga, Alberto Váldes Jr., José Maurer - skoki przez przeszkody drużynowo - 17. miejsce,
- Jaime Velásquez - WKKW indywidualnie - 59. miejsce,
- Antonio Alfaro - WKKW indywidualnie - nie ukończył konkurencji,

### Judo
Mężczyźni
- Mario González waga do 71 kg - 34. miejsce,

### Kajakarstwo
Mężczyźni
- Roberto Heinze Flamand - K-1 500 m - odpadł w repesażach,
- José Martínez - C-1 1000 m - odpadł w półfinale,
- José Ramón Ferrer, José Martínez - C-2 500 m - odpadł w półfinale,
- José Antonio Romero, José Ramón Ferrer - C-2 1000 m - odpadł w półfinale,

### Kolarstwo torowe
Mężczyźni
- César Muciño - wyścig na 1 km ze startu zatrzymanego - 18. miejsce,
- Arturo García, César Muciño, Jesús Vázquez, Marco Zaragoza - wyścig na 4000 m na dochodzenie drużynowo - 16. miejsce,
- Manuel Youshimatz - wyścig punktowy - 14. miejsce,

### Lekkoatletyka
Kobiety
- María Luisa Servín - bieg na 10 000 m - odpadła w eliminacjach,
- Olga Avalos-Appell - maraton - nie ukończyła biegu,
- Maricela Chávez - chód na 10 km - 28. miejsce,
- Eva Machuca - chód na 10 km - 30. miejsce,
- María Graciela Mendoza - chód na 10 km - nie ukończyła konkurencji (dyskwalifikacja),
- Cristina Fink-Sisniega - skok wzwyż - 36. miejsce,

Mężczyźni
- Ignacio Fragoso - bieg na 5000 m - odpadł w eliminacjach,
- Arturo Barrios - bieg na 10 000 m - 5. miejsce,
- Germán Silva - bieg na 10 000 m - 6. miejsce,
- Armando Quintanilla - bieg na 10 000 m - 16. miejsce,
- Isidro Rico - maraton - 29. miejsce,
- Dionicio Cerón - maraton - nie kończył konkurencji,
- Genaro Rojas, Eduardo Nava, Raymundo Escalante, Alejandro Cárdeñas - sztafeta 4 × 100 m - odpadli w eliminacjach (dyskwalifikacja),
- Raymundo Escalante, Eduardo Nava, Luis Toledo, Juan Jesús Gutiérrez - sztafeta 4 × 400 m - odpadli w eliminacjach,
- Daniel García - chód na 20 km - 7. miejsce,
- Joel Sánchez - chód na 20 km - 21. miejsce,
- Ernesto Canto - chód na 20 km - 29. miejsce,
- Carlos Mercenario - chód na 50 km - 2. miejsce,
- Miguel Ángel Rodríguez - chód na 50 km - 8. miejsce,
- Germán Sánchez - chód na 50 km - nie ukończył konkurencji (dyskwalifikacja),

### Łucznictwo
Kobiety
- Aurora Bréton - indywidualnie - 45. miejsce,

Mężczyźni
- Andrés Anchondo - indywidualnie - 31. miejsce,
- Ricardo Rojas - indywidualnie - 37. miejsce,
- Omar Bustani - indywidualnie - 67. miejsce,
- Andrés Anchondo, Ricardo Rojas, Omar Bustani - drużynowo - 17. miejsce,

### Pięciobój nowoczesny
Mężczyźni
- Iván Ortega - indywidualnie - 24. miejsce,
- Alejandro Yrizar - indywidualnie - 35. miejsce,
- Alberto Félix - indywidualnie - 54. miejsce,
- Iván Ortega, Alejandro Yrizar, Alberto Félix - drużynowo - 10. miejsce,

### Piłka nożna
Mężczyźni
- Alberto Macías, Camilo Romero, Carlos López, Damian Álvarez, David Rangel, Francisco Rotllán, Ignacio Vázquez, Joaquín Hernández, Jorge Castañeda, José Guadarrama, José Agustín Morales, Manuel Vidrio, Mario Arteaga, Pedro Piñeda, Ricardo Cadena, Silviano Delgado - 10. miejsce,

### Pływanie
Kobiety
- Laura Sánchez

400 m stylem dowolnym - 23. miejsce,
800 m stylem dowolnym - 21. miejsce,
- Erika González

400 m stylem dowolnym - 29. miejsce,
800 m stylem dowolnym - 25. miejsce,
- Gabriela Gaja - 100 m stylem motylkowym - 40. miejsce,
- Heike Koerner, Ana Mendoza, Gabriela Gaja, Laura Sánchez - sztafeta 4 x 100 m stylem zmiennym - 17. miejsce,

Mężczyźni
- Rodrigo González

50 m stylem dowolnym - 27. miejsce,
100 m stylem dowolnym - 22. miejsce,
200 m stylem zmiennym - nie sklasyfikowany (dyskwalifikacja w wyścigu eliminacyjnym)
- Javier Careaga

100 m stylem klasycznym - 20. miejsce,
200 m stylem klasycznym - 15. miejsce,

### Pływanie synchroniczne
Kobiety
- Sonia Cárdeñas - indywidualnie - 11. miejsce,
- Elizabeth Cervantes - indywidualnie - odpadła w eliminacjach,
- Lourdes Olivera - indywidualnie - odpadła w eliminacjach,
- Sonia Cárdeñas, Lourdes Olivera - duety - 9. miejsce,

### Skoki do wody
Kobiety
- María Elena Romero - trampolina 3 m - 16. miejsce,
- Ana Ayala - trampolina 3 m - 25. miejsce,
- María José Alcalá - wieża 10 m - 6. miejsce,
- Macarena Alexanderson - wieża 10 m - 13. miejsce,

Mężczyźni
- Jorge Mondragón - trampolina 3 m - 6. miejsce,
- Fernando Platas - trampolina 3 m - 17. miejsce,
- Alberto Acosta - wieża 10 m - 11. miejsce,
- Jesús Mena - wieża 10 m - 15. miejsce,

### Strzelectwo
- César Ortíz - trap - 51. miejsce,

### Tenis ziemny
Kobiety
- Angélica Gavaldón - gra pojedyncza - 9. miejsce,
- Lupita Novelo - gra pojedyncza - 33. miejsce,
- Angélica Gavaldón, Lupita Novelo - gra podwójna - 17. miejsce,

Mężczyźni
- Leonardo Lavalle - gra pojedyncza - 5. miejsce,
- Francisco Maciel - gra pojedyncza - 33. miejsce,
- Leonardo Lavalle, Francisco Maciel - gra podwójna - 17. miejsce,

### Wioślarstwo
Kobiety
- Martha García, María Montoya - dwójka podwójna - 12. miejsce,

Mężczyźni
- Joaquín Gómez - jedynka - 7. miejsce,
- Eduardo Arrillaga, Luis Miguel García - dwójka podwójna - 15. miejsce,

### Zapasy
Mężczyźni
- Armando Fernández - styl klasyczny waga do 57 kg - odpadł w eliminacjach,
- Guillermo Díaz - styl klasyczny waga do 130 kg - odpadł w eliminacjach,

### Żeglarstwo
- Karla Gutiérrez, Margarita Pasos - klasa 470 kobiet - 17. miejsce,
- Eric Mergenthaler - klasa Finn - 19. miejsce,